# 1912 في المغرب
الأحداث في العام 2024 في المغرب.

## الحكم
- السلطان: يوسف بن الحسن
- بعد نجاح الجنرال ليوطي في دفع السلطان حفيظ إلى الاستقالة وتعويضه بأخيه يوسف بن الحسن.

## الأحداث
- 30 مارس 1912: فرضت الحماية الفرنسية على المغرب من بعد توقيع معاهدة الحماية الفرنسية على المغرب من طرف السلطان عبد الحفيظ وامتدت فترة الحماية حتى حصول المغرب على استقلاله سنة 1956.
- 28 أبريل 1912: عينت فرنسا لوي هوبير غونزالف ليوطي كأول مقيم عام لها بالمغرب، وذلك بعد أسابيع قليلة من التوقيع على معاهدة الحماية بفاس،
- تولى السلطان يوسف بن الحسن العرش سنة 1912 بعد تنازل أخيه عبد الحفيظ والبلاد تعج بالفوضى والاضطرابات، واعتبره المقيم العام الفرنسي يوباغ ليوطي الملك المناسب للبلاد لأنه وبدون شك سيقبل إصدار جميع القرارات التي تهم الفرنسيين وتخدم مصالحهم بالبلاد.
- مرحلة ما بين 1912 و1914: تم احتلال مناطق شاسعة من وسط البلاد (من ممر تازة إلى مراكش ونواحيها + الصويرة وأكادير).
- الجنرال ليوطي الذي ورد على فاس يوم 28 مايو 1912 في خضم الاضطرابات الشعبية
- 15 أغسطس - أحمد الهيبة يدخل مراكش ويبايع سلطانا على المغرب. برز المقاوم أحمد الهيبة بن ماء العينين الذي بايعه أهل سوس على الجهاد، انطلق من تيزنيت في مايو 1912، ودخل إلى مراكش في 15 غشت، وتمت المواجهة بينه وبين الفرنسيين بقيادة الكولونيل مانجان Mangin في معركة سيدي بوعثمان حيث انهزم في 6 شتنبر 1912، ودخل الفرنسيون إلى مراكش حيث عينوا المدني الكلاوي باشا عليها، بعدها توجه المقاوم الهيبة نحو الجنوب الغربي لمواصلة المقاومة.
- بعد فرض الحماية الفرنسية والاسبانية على المغرب سنة 1912، انطلقت المقاومة المسلحة في جميع أنحاء المغرب ملحقة هزائم متعددة بالمستعمرين،

## مواليد
- قدور الورطاسي، مؤرخ.
- عبد الكريم الرايس، عميد الموسيقى الأندلسية.
- سعيد حجي، مفكر وصحفي مغربي.